# يوانا يوزفيك
يوانا يوزفيك (ولدت في 30 يناير 1991 في Wałbrzych) هي عداءة بولندية في متوسطة المسافة متخصصة في سباق 800 متر.

## روابط خارجية
- يوانا يوزفيك على موقع الاتحاد الدولي لألعاب القوى (الإنجليزية)
- يوانا يوزفيك على موقع الاتحاد الأوروبي لألعاب القوى (الإنجليزية)
- يوانا يوزفيك على موقع الرابطة البولندية لألعاب القوى (البولندية)
- يوانا يوزفيك على موقع الدوري الماسي (الإنجليزية)
- يوانا يوزفيك على موقع اللجنة الأولمبية الدولية (الإنجليزية)
- يوانا يوزفيك على موقع أوليمبيديا (الإنجليزية)
- يوانا يوزفيك على موقع اللجنة الأولمبية البولندية (مؤرشف) (البولندية)